# Kościół św. Jozafata i św. Praksedy w Zamchu
Kościół św. Jozafata i św. Praksedy w Zamchu – rzymskokatolicki kościół w Zamchu, wzniesiony w latach 1842-1843 jako cerkiew unicka, następnie użytkowany jako cerkiew prawosławna.

## Historia
W Zamchu istniała parafia unicka, w 1875 przemianowana na prawosławną podobnie jak wszystkie inne placówki duszpasterskiej likwidowanej unickiej diecezji chełmskiej. Unicką cerkiew w latach 1842-1843 wzniósł w miejscowości Konstanty Zamoyski. W 1887 budynek był remontowany. W 1919 został zrewindykowany na rzecz Kościoła rzymskokatolickiego, zaś w 1928 stał się siedzibą rzymskokatolickiej parafii. W Zamchu pozostała społeczność prawosławna, która korzystała z kaplicy zorganizowanej przez nieetatowego duchownego skierowanego do miejscowości, mnicha Dymitra (Magana). Prawosławni na krótko odzyskali świątynię jeszcze w latach 1943-1944. W 1969 kościół został wyremontowany.

## Architektura
Obiekt wzniesiony został w stylu neogotyckim, nie jest orientowany, lecz zwrócony w kierunku północnym. Dwuspadowy dach świątyni wieńczy pojedyncza sygnaturka

## Wyposażenie
We wnętrzu znajduje się barokowy ołtarz z wizerunkiem Matki Bożej i św. Anny oraz obrazy patronów świątyni. W ołtarzach bocznych znajdują się obrazy Najświętszego Serca Pana Jezusa i Matki Boskiej Częstochowskiej. . 

## Otoczenie
Z cerkwią, a następnie kościołem w Zamchu związany jest kompleks cmentarzy we wsi - nekropolie unicka (następnie prawosławna), starszy i młodszy cmentarz prawosławny oraz cmentarz katolicki.